# Golpe de Estado en Perú de 1962
El golpe de Estado de Perú de 1962 fue un golpe de Estado institucional propiciado el 18 de julio por el entonces Presidente del Comando Conjunto de las Fuerzas Armadas del Perú General Ricardo Pérez Godoy contra el gobierno saliente de Manuel Prado Ugarteche por presuntas irregularidades en el proceso electoral de ese año.

## Antecedentes
En las elecciones generales de 1962, convocadas para el 10 de junio por el entonces presidente peruano Manuel Prado Ugarteche, se presentaron como candidatos al sillón presidencial César Pando Egúsquiza del Frente de Liberación Nacional, Luciano Castillo Colonna del Partido Socialista del Perú, Alberto Ruiz Eldredge por el Movimiento Social Progresista, Héctor Cornejo Chávez de la Democracia Cristiana, el expresidente Manuel A. Odría de la Unión Nacional Odriísta (UNO), el arquitecto Fernando Belaúnde por Acción Popular (AP) y Víctor Raúl Haya de la Torre del Partido Aprista Peruano, siendo estos tres últimos los aspirantes con mayores posibilidades.
Durante el proceso electoral y el conteo de los votos la prensa y las Fuerzas Armadas denunciaron una serie de irregularidades ante el Jurado Nacional de Elecciones (JNE). Los periódicos anunciaron que el gobierno de Prado y su partido, el Movimiento Democrático Peruano, favorecían al Partido Aprista, y lo consideraban como el partido oficialista. Por otro lado, se sospechó de la demora en la entrega de los resultados oficiales, así como una presunta adulteración de las cifras y de votos duplicados.
El resultado del escrutinio arrojó una victoria de Haya de la Torre, seguido del candidato Belaúnde de AP y en tercer lugar a Odría del UNO, pero ninguno pudo sobrepasar el tercio electoral (33% de los votos válidos) que exigía la Constitución vigente, por lo que tocaba al Congreso Nacional elegir al nuevo presidente entre los tres candidatos con más alta votación. Ante la situación, Haya de la Torre buscó el apoyo de Belaúnde, pero el arquitecto declinó ante la espera de la resolución del JNE frente a las denuncias de fraude. Haya de la Torre se encontraba vetado por las Fuerzas Armadas que amenazaron con sublevarse si el líder aprista era elegido como ganador, por lo que pragmáticamente pactó con Odría, un acérrimo antiaprista. Ambos candidatos contaban con gran apoyo parlamentario, e hicieron un acuerdo para que el segundo asumiera la Presidencia, y que Manuel Seoane Corrales, quien integraba la plancha electoral del APRA, asuma la Primera Vicepresidencia.
Las presuntas irregularidades en los comicios, los temores a un gobierno con representación aprista y al caos económico y social de 1948, cuando ocurrió la revuelta del 3 de octubre durante el gobierno de José Luis Bustamante y Rivero, funcionaron como justificativo para que las Fuerzas Armadas exigiesen la anulación del proceso electoral. El 17 de julio el JNE rechazó el pedido de anulación. Ante la negativa las FF.AA. dieron el primer golpe de Estado institucional de su historia.

## El golpe del 18 de julio
El 18 de julio de 1962, a solo once días del cambio de gobierno, la guardia del Palacio de Gobierno se ausentó y a las 03:20 a. m., una división blindada comandada por el coronel Gonzalo Briceño Zevallos asaltó la sede del gobierno y detuvo al presidente Prado y a sus acompañantes.
Algunos sectores de la población, apristas en su mayoría, salieron a manifestarse en contra del golpe de Estado.

## Consecuencias
Ese mismo día se conformó una Junta Militar de Gobierno que anuló las elecciones y convocó a otras nuevas para 1963, mientras que el depuesto presidente Prado fue transportado al arsenal naval del Callao y embarcado en el BAP Callao (fondeado en la isla San Lorenzo) en el que estuvo secuestrado hasta el fin de su mandato, el 28 de julio. El 1 de agosto abandonó voluntariamente el país y se instaló en París.
La Junta Militar de Gobierno fue formada por el General de Ejército Ricardo Pérez Godoy, a la sazón Presidente del Comando Conjunto de las Fuerzas Armadas, y tres ministros: al Comandante en Jefe del Ejército del Perú General de Ejército Nicolás Lindley como Presidente del Consejo de Ministros y ministro de Guerra, al Comandante en Jefe de la Fuerza Aérea del Perú General del Aire Pedro Vargas Prada, como Ministro de Aviación, y al Comandante en Jefe de la Marina de Guerra del Perú Almirante Juan Francisco Torres Matos, como ministro de Marina.
El nuevo gobierno se propuso organizar unas nuevas elecciones programadas para 1963, para las cuales garantizarían la transparencia y el justo proceso. Para ello la Junta depuró y modernizó el Registro Electoral, y promulgó mediante Decreto Ley N.º 14207 el nuevo Estatuto Electoral en el que se introducía por primera vez la cédula única y la cifra repartidora. Asimismo, se constituyó un nuevo Jurado Nacional de Elecciones.